# Östanviks gård

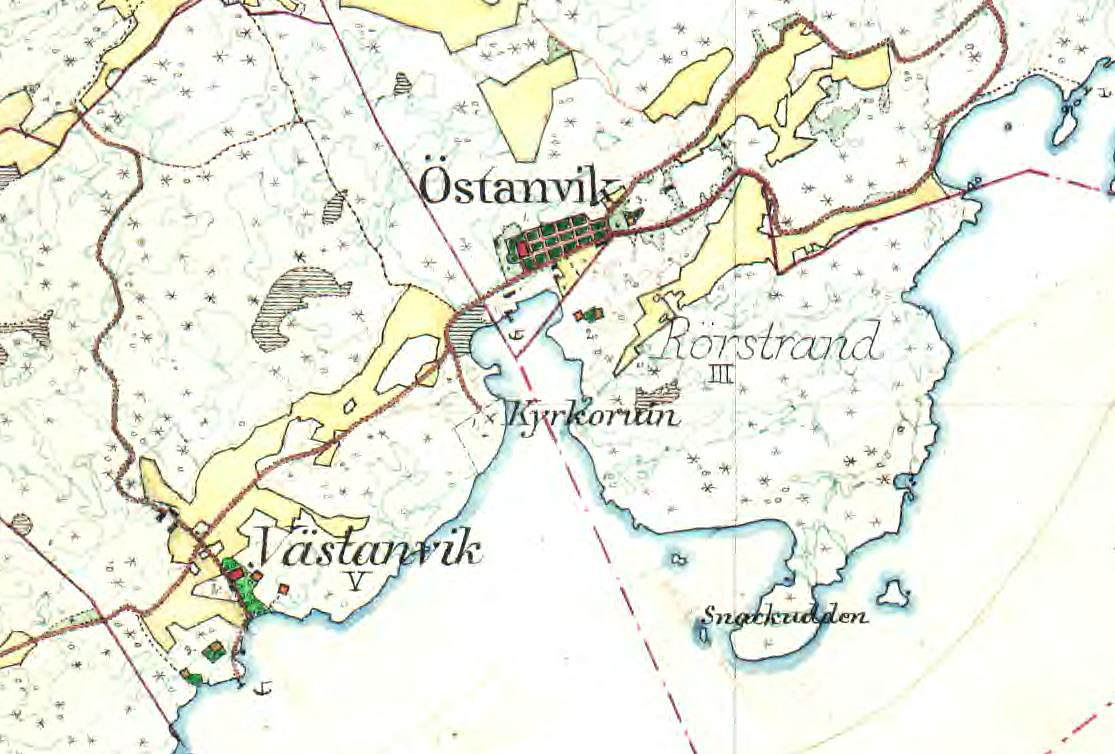
Östanvik och Västanvik på Häradsekonomiska kartan från 1900.

Östanvik är en gård och ett tidigare säteri i Nämndö socken på Nämdö i Stockholms skärgård. Östanvik kallas så eftersom den ligger öst om viken vid Kalkberget, till skillnad från Västanvik som ligger väst om samma vik. 

## Historik

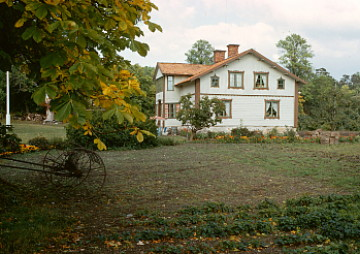
Nya Östanviks gård på 1960-talet.

Östanviks gård omnämns för första gången i källorna år 1540 (i fogderäkenskaper). Vid denna tidpunkt intog Östanvik en särställning bland öns gårdar eftersom dess ägare, en präst vid namn Knut, var skattebefriad. År 1638 köptes Östanvik av amiralen, riksrådet och friherren Erik Ryning (1592–1654) och det var sannolikt dennes änka som på 1660-talet fick säterirättigheter för gården. I slutet av 1600-talet ägdes Östanviks säteri och 16 underlydande hemman i Nämdö och Djurö socken av greve Johan Gabriel Stenbock (1640–1705). Under rysshärjningarna 1719 brändes Östanvik ned. Grundstenarna från denna gård kan ännu ses och ligger söder om dagens Östanvik. 
Det gamla gårdsläget övergavs och istället uppfördes på 1740-talet Gamla Östanvik med sin allé och trädgård vid den stora viken vid Kalkberget. Under hovkvartermästaren Johan Lorentz Billing (född cirka 1712), häradshövdingen Magnus Blix (1743–1805) och Carl Elmén (1772–1812) upplevde Östanviks säteri sin storhetstid, byggdes ut och fick åter igen synen av ett herresäte, bland annat tillkom två flyglar och en rad omkringliggande byggnader. Bland Blix vänner fanns Carl Michael Bellman som troligen besökte Östanvik och vid detta tillfälle skrev kvädet ”Bjudning till Häradshöfding Blix att komma till Elfvik den 25 juni 1789”. 
Den gamla säteribyggnaden revs i samband med ett arvskifte 1872 och kvar finns endast en flygelbyggnad från 1749. Dagens jordbruk drivs från den nya Östanviks gård, byggd 1916 nära Östanviks brygga. Den nya gården ägs av Skärgårdsstiftelsen och arrenderas av Camilla Standman och Albert Mattsson som bedriver ekologiskt jordbruk.